# Pericoptus frontalis
Pericoptus frontalis là một loài bọ cánh cứng bản địa của New Zealand trong họ Scarabaeidae.